# ルー・オッテンス
“ルー”ローデウィク・フレデリック・オッテンス（Lodewijk Frederik "Lou" Ottens、1926年6月21日 - 2021年3月6日）は、オランダの技術者、発明家。技術者として生涯を過ごしたフィリップスでコンパクトカセット（≒カセットテープ）を開発し、コンパクトディスク（CD）の開発にも寄与したことで知られる。。

## 生い立ち
オッテンスは1926年6月21日にベリングウォルデで生まれた。彼は子供の頃よりテクノロジーと機械いじりに興味を示していた。第二次大戦中の十代の頃は、こっそり ラジオ・オラニエ（ドイツ占領下のオランダに向けて BBC が流したラジオ放送）を聞こうとラジオを組み立てていた。ドイツによる通信妨害を回避するため、彼は簡易的な指向性アンテナ付きのラジオを作った。戦争が終わると、彼はデルフト工科大学に入学して機械工学を学んだ。在学中、X線技術関係の工場で製図工としてアルバイトをした。彼は1952年に卒業した。

## キャリア
1952年、オッテンスはフィリップスに就職した。彼はアイントホーフェンのメイン・インダストリ・グループの機械化部門に配属された。1957年、彼はベルギーのハッセルトに新設されたフィリップスの工場へ転属した。当時、この工場は主にレコードプレーヤー、テープレコーダー、スピーカーといった音響機器を製造していた。

### 1960年-1969年: フィリップス・ハッセルトの製品開発部長
1960年にオッテンスはハッセルトの新製品開発部長に就任した。在任中、フィリップス初のポータブル・テープレコーダー EL 3585 の開発を指揮した。この製品は大好評を博し、100万セット以上売れた。

#### コンパクト・カセット
EL 3585 の成功を生かすべく、フィリップス・ハッセルトはポータブル・カセットレコーダーの開発計画を始動させた。「ポケット・レコーダー」と渾名がついたこの製品の目標は、廉価かつ小ぶりで電池の持ちを良くしながら、納得のゆく音質にすることだった。当初、フィリップスは RCA と共同開発する形でRCAテープ・カートリッジ形式のカセットを使う計画を立てたが、そのサイズとテープ送り速度が自分たちの望む製品に適合しないとオッテンスは考えた。
フィリップスは最終的に、RCA のカセットを参考にする形で、新しいカセットを開発することにした。オッテンスは自分のジャケットのポケットにちょうど収まるよう木片を切り、カセットのデザインを考え始めた。この木片は、初のポータブル・カセットレコーダー EL 3300 となる物のモデルになるものだった。
オッテンスは10人-12人からなるチームを率いたが、彼らはカセットとその装置を開発するために必要な、蓄音機やテープレコーダーの設計経験があった。カセットの開発中、開発チームはしばしば近くにあるアイントホーフェンの研究センターで情報を仕入れたりした。
1963年、フィリップスはベルリンでの国際コンシューマ・エレクトロニクス展にて、このカセットを発表した。この発表は、当初はあまり広まらず、オーディオ界の人々の興味を大して引かなかった。しかしこのシステムを撮影した写真を元にして、後に日本で模倣品が製造され、そのサイズはフィリップスのものより随分と大きなものだった。
フィリップス・ハッセルトでオッテンスの開発チームにいたオランダの土木技師・発明家である WFA Heylands がしばしば説明するところでは、フィリップスがコンパクトカセットで大きな成果を挙げた理由は、同種の機器を製造するアイワ（初代法人。現・ソニーマーケティング）や松下電器産業（現・パナソニックホールディングス）、ソニー（初代法人。現・ソニーグループ）などのような他社に対してこの特許と発明品を無償で公開したためであり、それなくしてコンパクトカセットが世界標準になることは無かったであろうとのことである。

### 1969年-1972年: フィリップス・ハッセルトの所長
1969年、オッテンスはフィリップス・ハッセルトの所長 (director) に就任した。彼の指揮のもとハッセルトの工場は、使い勝手の良いコンパクトカセットの評判が高まったのを受けて、フィリップスのカセットシステムの生産へ第一に注力することになった。コンパクトカセットの需要の高まりから、フィリップス・ハッセルトの規模は拡大し、従業員の数は5,000人を超えた。

### 1972年-1979年: フィリップス・オーディオの技術監督
1972年、オッテンスはフィリップス・メイン・インダストリ・グループ・オーディオの技術監督 (technical director) となった。その在任中、彼はビデオ録画用に Philips Natuurkundig Laboratorium (NatLab) で研究されていたレーザー技術が音響分野の進歩にも活用し得ると気付いた。非接触式のレーザーで音声を読み出すことにより、ビニールのレコード盤やテープに付きものの損耗は、もはや問題にならないと考えられた。この技術を音響分野に適用するとなると、その要件と実装はビデオのそれと大きく異なるため、その研究は「ビデオ・ロング・プレイ」と「オーディオ・ロング・プレイ」という二つのプロジェクトに分離された。

#### コンパクト・ディスク
オーディオ・ロング・プレイ (ALP) での研究を進めるためには、ビデオ・ロング・プレイ (VLP) とは大きくそのデザインを変更する必要があった。VLP は LP ディスクの大きさのメディアを使い、48時間の音楽を収める容量があった。しかしオッテンスはこれを現実的な再生時間とは考えず、1972年、小型のディスクのテストを始めるよう技術者たちに注文した。技術者たちはまず17.8センチのディスクをテストし、良好な結果を得た上で、さらに11.5センチへ縮小し、これによって既存のカーオーディオ・システムに収まるサイズとなった。
ALP で使うレーザーも VLP のそれから変更する必要があったが、それはオッテンスが思い描いていたデザインに比べると VLP のレーザーが大型過ぎたからだった。NatLab の協力を得て、オッテンスのデザインにより適合し、より小型の、新しい固体レーザーが開発された。しかし何年か研究を続けるうち、アナログ技術はあまりに多くの背景雑音を引き起こし、従来のレコードに太刀打ちできないことをオッテンスの開発チームは悟るようになった。彼らは新しいデジタル技術の開発を始めることにした。
フィリップスの音響部門はデジタル技術を開発するに足る部内の人材が居なかったため、オッテンスはデジタル技術の技術者7人のチームを新たに編成し、うち2人は NatLab から来た者だった。1977年、このチームはデジタル・ディスクの最初のテスト・モデルを開発した。オッテンスはこの成果に大いに励まされ、このプロジェクト専従の研究所「コンパクト・ディスク・デベロップメント研究所」を設置することにした。テスト・ディスクの小規模な生産設備がこの研究所のために用意された。
最初の完全モデルは1979年3月に仕上がった。そしてプロジェクト・リーダーの Joop Sinjou は、報道関係者300人が集まったアイントホーフェンでの2日間の記者会見でそれを紹介した。会見が終わってすぐ、コンパクト・ディスクへの支持をとりつけ世界標準とするべく、オッテンスと Sinjou は日本へ飛んだ。滞在中、彼らはソニーとの契約に至った。ソニーはデジタル製品開発と光学録音でフィリップスの先を行っていたが、機器の小型化の目処が立っていなかった。両社は共同開発と世界標準規格の策定について合意した。

### 1979年-1984年: フィリップス・ビデオの技術監督
オッテンスは日本から戻ると、フィリップス・ビデオ・メイン・インダストリ・グループの技術監督に就任した。この部門は音響部門よりはるかに大きく、当時はテレビセット事業で大きなシェアを持っていた。

#### Video 2000
就任して最初の年にこの部門は、「Video 2000」と呼ばれる、従来のビデオカセット・レコーダーに代わる新技術の開発を始めた。この新しいビデオカセット・システムは、グルンディッヒとの共同開発だった。両社は別々の様式でこのレコーダーを販売し、オッテンスはフィリップス版の責任者だった。
製品の販売開始直後から、オッテンスは多くの技術的な問題に直面することになった。販売開始から2-3ヶ月にうちに過半数の製品が修理のためにフィリップスへ戻された。それだけでなく、フィリップス版の製造コストは他社製品に比較してやや割高だった。
オッテンスの指揮のもと、新しい駆動部を備えた改良版が開発された。これはよりコンパクトで信頼性も高く、動作の開始・終了も素早くなった。場所をとらず、重量も軽く、以前は無かったSCART端子が付いていた。改良はさらに続き、1984年には信頼性のあるステレオ・サウンドを備えるようになった。
同じく1984年にオッテンスはその工場で、殆ど Video 2000 とそっくりな VHS 機を製造するようにした。この VHS 機は、普及に結局失敗して1985年には正式に終止符が打たれた Video 2000 を最終的に置き換えることになった。

## 晩年
オッテンスはフィリップスを退職した後も、永くにわたって技術畑で活動を続けた。1988年にはオランダ計画運営協会の会長に就任した。Zack Taylor が監督した2016年のドキュメンタリー映画「Cassette: A Documentary Mixtape」で、オッテンスは取材対象の一人としてインタビューを受け、同年6月24日にロンドンでのイーストエンド映画祭のワールド・プレミア上映に姿を見せた。オッテンスは2021年3月6日にダイゼルにて94歳で死去した。